# ゴーゴーヘブン (大沢誉志幸の曲)
「ゴーゴーヘブン」は、大沢誉志幸の9枚目のシングル。1987年9月2日にEPICソニーよりレコード盤でリリースされた。同年9月21日発売のアルバム『SCRAP STORIES』からの先行シングル曲である。

## 解説
安部隆雄の編曲による初のシングル。1987年9月2日のシングルリリース当日には、フジテレビ『夜のヒットスタジオ』の生放送に大沢自身が出演し、激しい動きの歌唱パフォーマンスを披露した。
シングル・バージョンとアルバム・バージョンではアレンジが大幅に異なっており、アルバム・バージョンでは、アルバムの先頭曲「Go Go "Trouble" Heaven」からシームレスに繋がっている。なお、24年後の2011年には新たにアレンジを加えたセルフカバー・バージョンがアルバム『水月鏡花』に収録された。
PVでは、アルバムと同様に「Go Go "Trouble" Heaven」と連結したバージョンを収録。横浜中華街界隈をロケ地に、まず大沢とそれを取り巻く外国人の出演者らが散策した後、本編では大沢らが会食パーティー風にテーブルを囲んでひたすら立ったり座ったり、せわしなく中華料理を飲食を続けるシーンが撮影されている。
同年1987年4月より読売テレビ系で放映されたテレビアニメ『シティーハンター』では、第3クール第27話（同年10月5日放映）からシリーズ後半の主題歌となった。また、シングルB面の「終りのない傾き」も同アニメの挿入歌として使用された。
他の歌手にもカバーされることもあるが、音源としてリリースされたものはない。大沢が楽曲「真夏の夜にタンゴ」の提供とプロデュースを務めたことがある本木雅弘は、自身のコンサートで「ゴーゴーヘブン」を歌うこともあった。

## 収録曲
1. ゴーゴーヘブン　（3分58秒）
  - 作詞：銀色夏生／作曲：大沢誉志幸／編曲：安部隆雄
2. 終りのない傾き　（3分58秒）
  - 作詞：銀色夏生／作曲：大沢誉志幸／編曲：安部隆雄

## バージョン
- シングルバージョン　（3分58秒） - 編曲：安部隆雄
  - 「ゴーゴーヘブン」シングル
  - 『THE LEGEND』
  - 『TraXX －Yoshiyuki Ohsawa Single Collection－』
- アルバムバージョン　（3分58秒） - 編曲：安部隆雄
  - 『SCRAP STORIES』
- 水月鏡花版・セルフカバーバージョン　（3分45秒） - 編曲：大澤誉志幸
  - 『水月鏡花』

## 参考資料
- アルバム『SCRAP STORIES』（EPICソニー、1987年）
- アルバム『TraXX －Yoshiyuki Ohsawa Single Collection』（ソニー・ミュージックダイレクト、2010年）
- アルバム『水月鏡花』（テイチクエンタテインメント、2011年）